# Liesel Westermann
Lieselotte Westermann, nata Krieg (Sulingen, 2 novembre 1944), è un'ex discobola tedesca.

## Palmarès
| Anno | Manifestazione | Sede              | Evento           | Risultato | Misura  | Note                     |
| ---- | -------------- | ----------------- | ---------------- | --------- | ------- | ------------------------ |
| 1966 | Europei        | Budapest          | Lancio del disco | Argento   | 57,38 m |                          |
| 1967 | Universiadi    | Tokyo             | Lancio del disco | Oro       | 59,22 m | Record delle Universiadi |
| 1968 | Olimpiadi      | Città del Messico | Lancio del disco | Argento   | 57,76 m |                          |
| 1970 | Universiadi    | Torino            | Lancio del disco | Bronzo    | 56,46 m |                          |
| 1971 | Europei        | Helsinki          | Lancio del disco | Argento   | 61,68 m |                          |
| 1972 | Olimpiadi      | Monaco di Baviera | Lancio del disco | 5ª        | 62,18 m |                          |
| 1974 | Europei        | Roma              | Lancio del disco | 7ª        | 57,40 m |                          |